# A Tab in the Ocean
Albums de Nektar
Journey to the Center of the Eye
(1972) ...Sounds Like This
(1973)
A Tab in the Ocean est le deuxième album studio du groupe de rock progressif anglais Nektar. Il est sorti en 1972 sur le label allemand Bellaphon Records et a été produit par Peter Hauke et le groupe.

## Historique
Cet album fut enregistré en octobre 1972 à Cologne en Allemagne dans les studios de Dieter Dierks, ingénieur du son de cet album.
Il s'agit d'un concept album : la première face contient le morceau éponyme, la deuxième contient deux autres titres, "Desolation Valley" et "King of Twilight" qui deviendront des classiques lors des prestations scéniques du groupe. "King of Twilight" a d'ailleurs été repris en 1984 par le groupe de heavy metal anglais Iron Maiden, servant de face B sur le single "Aces High.
Aux États-Unis, cet album a été classé à la 141e place du Billboard 200 mais seulement en 1976 après avoir été remixé et réédité sur Passport Records. 
En 2004, sa réédition sur Nebula Dream Recordings propose en plus de l'album original, l'album dans sa version du mixage américain datant de 1976

## Liste des titres
- Tous les titres sont signés par Nektar

### Album original
Face 1
1. A Tab in the Ocean - 17:15

Face 2
1. Desolation Valley/Waves - 8:36
2. Crying in the Dark/King of Twilight - 10:28

### Réédition 2004
1. A Tab in the Ocean - 16:53
2. Desolation Valley / Waves - 8:13
3. Crying in the Dark - 6:29
4. King of Twilight - 4:22

Bonus: 1976 US Mix
1. A Tab in the Ocean - 16:04
2. Desolation Valley/Waves - 8:33
3. Crying in the Dark - 5:14
4. King of Twilight - 4:05

## Musiciens
- Roye Albrighton: chant, guitares
- Ron Howden: batterie, percussions
- Derek Mo More: basse, chœurs
- Alan Taff Freeman: claviers
- Mike Brokett: projections, light show